# Grad Pakenštajn
Grad Pakenštajn (nemško Pakenstein, Türen an der Pak ), tudi Pabštajn ali Paški grad, je stal blizu izliva reke Pake v Savinjo oziroma blizu Šmartnega.

## Zgodovina
Grad ali stolp oziroma graščina ter posest se prvič jasno omenja v listini iz leta 1339, ko sta Konrad in Ortolf Horneška prodala Frideriku Žovneškemu »stolp pri Šmartem«. Naslednja omemba v  virih je iz leta 1416, ko se je Henrik Apfaltrer v svojem imenu in v imenu svojega brata odpovedal stolpu (der türen an der Pak), ki je bil njegova dediščina, v prid celjskega grofa, ta pa je središče in sedež Pakenštajn (purkstal vnd gesezz Pakenstain) dne 18. junija 1419 podelil v zajem Hansu Maisenreiterju. Njegova vdova Wendel je leta 1443 je zapustila vso svojo posest grofom Celjskim, ker jim je njen soprog dolgoval 15.000 funtov. Leta 1456 je Pakenštajn z izumrtjem celjskih grofov postal deželnoknežji.
Leta 1458 ga je cesar Friderik podelil v fevd Kunigundi, hčeri Hermana Ekenštajnskega in ženi Jörga Globitzerja. Leta 1468 se omenja dvor ob Paki, leta 1491 pa spet stolp. Še pred letom 1635 je Regina Globitzer prodala malo gospoščino Eliasu Andrianu, vendar se že leta 1599 Jernej in leta 1614 Maksimiljan Herič po stavbi imenujeta Pakenštajnska (zu Packenstein). Leta 1727 se kot lastnik gradu pojavlja J. pl. Modersheimu, njemu so sledili od okoli leta 1778 do 1807 Sattelbergerji, nato do leta 1827 Anton Johan pl. Grandi, za njim Franc Leitner do leta 1834. Leta 1848 je tedanji lastnik Jožef Vincenc Novak v bližini gospodarkih poslopij v dolini pozidal novo graščino v obliki klasicistične podeželjske vile. Leta 1870 je posest prevzel Oskar baron pl. Warsberg, ki je dve leti pozneje snel z gradu preperelo streho in ga prepustil propadu.